# Península de Busen

A península de Busen ou cabo de Busen (em inglês: Point Bunsen) é uma pequena península ou promontório que constitui o lado sudeste da entrada para a baía de Stromness, na costa norte da Geórgia do Sul. Situa-se entre aquela baía e a baía Ocidental de Cumberland.
A península já era conhecida em data muito anterior, mas o nome foi primeiro usado em mapas baseados no mapeamento de 1927-29 pelo pessoal do Discovery Investigations. Foi denominada em homenagem ao comandante do porto de Husvik, na baía de Stromness.